# Echo Bridge
Echo Bridge is een studioalbum van Colin Blunstone. Het album kwam na jaren stilte. Het album is opgenomen in een geluidsstudio Rhythm 'n' rhyme in Somerset. De studio was van muziekproducent Jon Sweet.

## Musici
- Colin Blunstone – zang
- Gary Forse – toetsinstrumenten
- Tom Tommey – gitaar, mandoline
- Martin Green – altsaxofoon, sopraansaxofoon
- Chris Childs – basgitaar
- Ian Francis – achtergrondzang (track 4)
- Jon Sweet – programmeerwerk en toetsinstrument (track 6)

## Muziek
| Nr. | Titel                                                          | Duur |
| --- | -------------------------------------------------------------- | ---- |
| 1.  | Levi Stubbs' tears (Billy Bragg)                               | 4:28 |
| 2.  | Tearing the good things down (Colin Blunstone)                 | 4:58 |
| 3.  | The radio was playing Johnny come lately (Colin Blunstone)     | 4:39 |
| 4.  | Everlasting love (Colin Blunstone, Chris Eaton)                | 5;14 |
| 5.  | What’s love (Colin Blunstone, Chris Eaton)                     | 5;12 |
| 6.  | Oxygen (Nik Kershaw)                                           | 4:24 |
| 7.  | If I said (Chris Winter, Hywell Maggs)                         | 3:17 |
| 8.  | The best is yet to come (Clifford T. Ward)                     | 2:56 |
| 9.  | Breakaway (Benny Gallagher, Graham Lyle)                       | 4:28 |
| 10. | I want to say a prayer (John Capek, Marc Jordan, Steve Kipner) | 4:58 |

Levi Stubb's tears is een lied over Levi Stubbs, zanger van The Four Tops.